# Jean Chiappe
Pour les autres membres de la famille, voir famille Chiappe.
Jean Chiappe (prononcé [kjap]), né le 3 mai 1878 à Ajaccio (Corse) et mort le 27 novembre 1940 en mer Méditerranée, est un haut fonctionnaire et homme politique français. Il exerce tour à tour les fonctions de préfet de police de Paris (1927-1934), de président du conseil municipal de Paris (1935-1936) et de député de la Seine (1936-1940). Nommé haut-commissaire de France au Levant par Philippe Pétain le 25 novembre 1940, il disparaît en mer après que l'avion qui le transporte pour rejoindre son poste à Beyrouth a été mitraillé.

## Biographie

### Carrière
Entré au ministère de l'Intérieur après une licence en droit,, Jean Baptiste Pascal Eugène Chiappe a fait toute sa carrière au sein de ce ministère, où il entre en 1899 comme auxiliaire, puis reçu au concours de rédacteur de l’administration pénitentiaire. Il était reconnaissable à son éternelle écharpe blanche et à sa petite taille.
Il devient ensuite chef du cabinet du secrétaire général du ministère (1909), secrétaire général du ministère en 1925 et directeur de la Sûreté générale de 1924 à 1927.

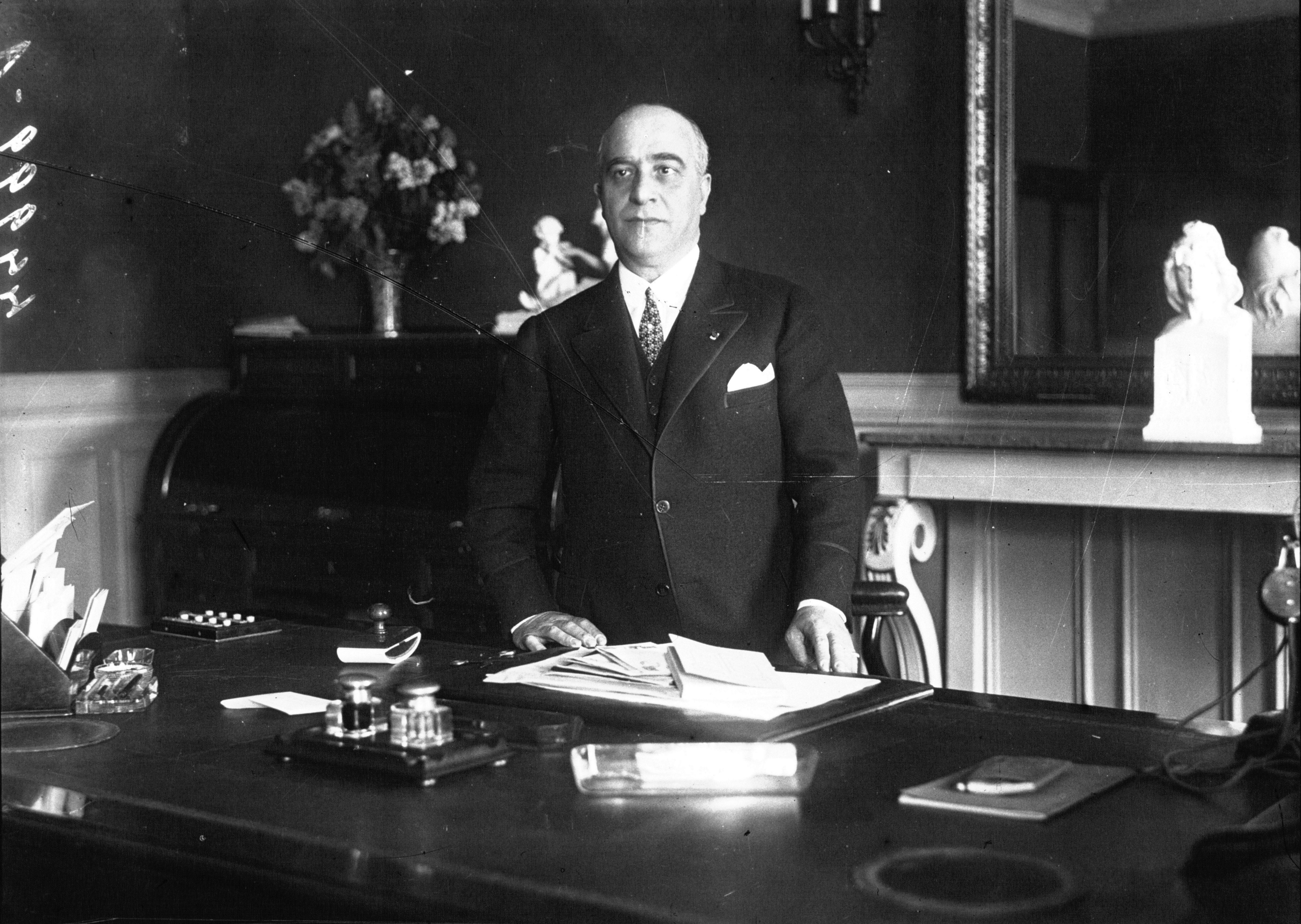
Jean Chiappe photographié en 1927, année de sa nomination comme préfet de police.

En 1927, il obtient le poste de préfet de police, où il réprime les manifestations communistes et cultive des amitiés parmi les milieux d'extrême droite comme l'Action française et l'hebdomadaire Gringoire, dont le directeur, Horace de Carbuccia, a épousé (en 1927) la fille de sa femme (Adrienne Turpin-Rotival). Grand ami du radical Louis Malvy, apprécié dans les milieux conservateurs (il s'entend très bien avec André Tardieu, plusieurs fois président du Conseil, ainsi qu'avec Maurice Pujo, fondateur des Camelots du roi ), il est populaire auprès des policiers pour avoir amélioré leurs conditions de travail et de vie. 
Ainsi, il facilite l'emploi des épouses de policiers comme concierges dans les immeubles de Paris, en en profitant pour en faire des auxiliaires de police. Sa femme crée en 1928 une clinique, la Maison de Santé des Gardiens de la Paix, qui devient plus tard l'Hôpital des Gardiens de la Paix. L'influence du préfet de police à cette époque est considérable : en 1934, Chiappe « commandait environ quinze mille hommes, soit plus d’un quart de la totalité des effectifs de police et de gendarmerie en fonction sur l’ensemble du territoire ». Seul Louis Lépine a eu autant d'influence que Chiappe parmi les préfets de la Troisième République.
Plusieurs gouvernements successifs tentent vainement de déloger ce haut fonctionnaire proche des milieux monarchistes. En 1930, il est à l'origine de la censure du film l'Âge d'or de Buñuel ; plus tard, ce dernier fait scander dans son Journal d'une femme de chambre le nom de Chiappe lors d'une manifestation d'extrême droite.

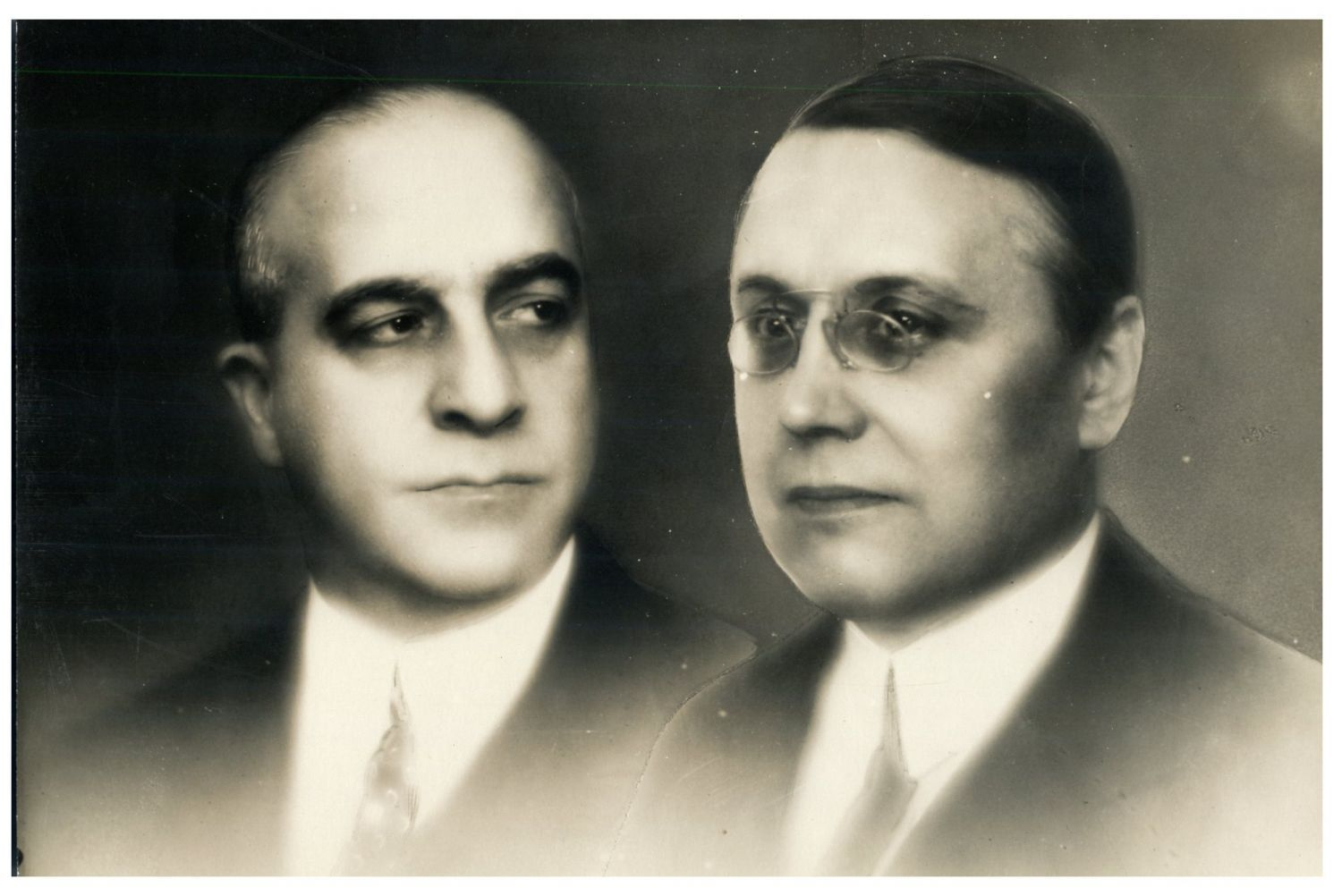
Jean Chiappe et Édouard Renard, préfet de la Seine démissionnaire en 1934.

Après la chute du deuxième gouvernement Chautemps, le radical Édouard Daladier recherche une nouvelle majorité ; les députés SFIO mettent comme condition pour leur soutien la révocation du préfet. Daladier, nouveau président du Conseil, le démet le 3 février 1934, l'accusant également d'avoir freiné l'instruction de l'affaire Stavisky, en dépit de l'implication d'un député-maire radical (celui de Bayonne, Dominique Joseph Garat), dans le scandale des faux bons de caisse du Crédit municipal. Pour éviter l'apparence d'une décision partisane, Daladier lui propose le poste de résident général au Maroc, l'un des postes les plus prestigieux de la IIIe République, que Chiappe refuse. En protestation contre l'éviction de Chiappe, remplacé à la préfecture de police par l'ex-préfet de Seine-et-Oise Adrien Bonnefoy-Sibour, trois ministres (Jean Fabry, François Piétri et Gustave Doussain) démissionnent, de même que le préfet de la Seine, Édouard Renard.
Les ligues antiparlementaires (Croix-de-Feu du colonel François de La Rocque, Action française, Camelots du roi, Solidarité française, Jeunesses patriotes) organisent une grande manifestation de soutien le 6 février 1934, qui dégénère en émeute contre le parlement et le gouvernement. Elle va entraîner la chute de Daladier, affaibli par la démission de ses ministres de centre-droit en soutien à l'ex-préfet de Police ; Bonnefoy-Sibour est remplacé en mars par Roger Langeron.
Jean Chiappe est élu, le 24 juin 1935, président du Conseil municipal de Paris. Aux législatives de 1936, son élection à Ajaccio est invalidée, mais il se fait élire député de la Seine et rejoint le groupe conservateur des Indépendants républicains.
Le 10 juillet 1940, il ne prend pas part au vote donnant les pleins pouvoirs au maréchal Pétain, qui le nomme le 25 novembre suivant haut-commissaire de France au Levant pour succéder à Gabriel Puaux.

### Famille
Il avait épousé en 1916 à Londres Marcelle Lemaire (1881-1943), dite Lemaire de Villers, deux fois divorcée. Elle l'appuya dans les œuvres sociales et fut la fondatrice de la maison de santé des Gardiens de la Paix dans le 13e arrondissement. André Tardieu lui remit la croix de chevalier de la Légion d'honneur en février 1929. Ils n'eurent pas de postérité.
Jean Chiappe est le frère du préfet Angelo Chiappe et l'oncle de l'historien Jean-François Chiappe.

### Mort

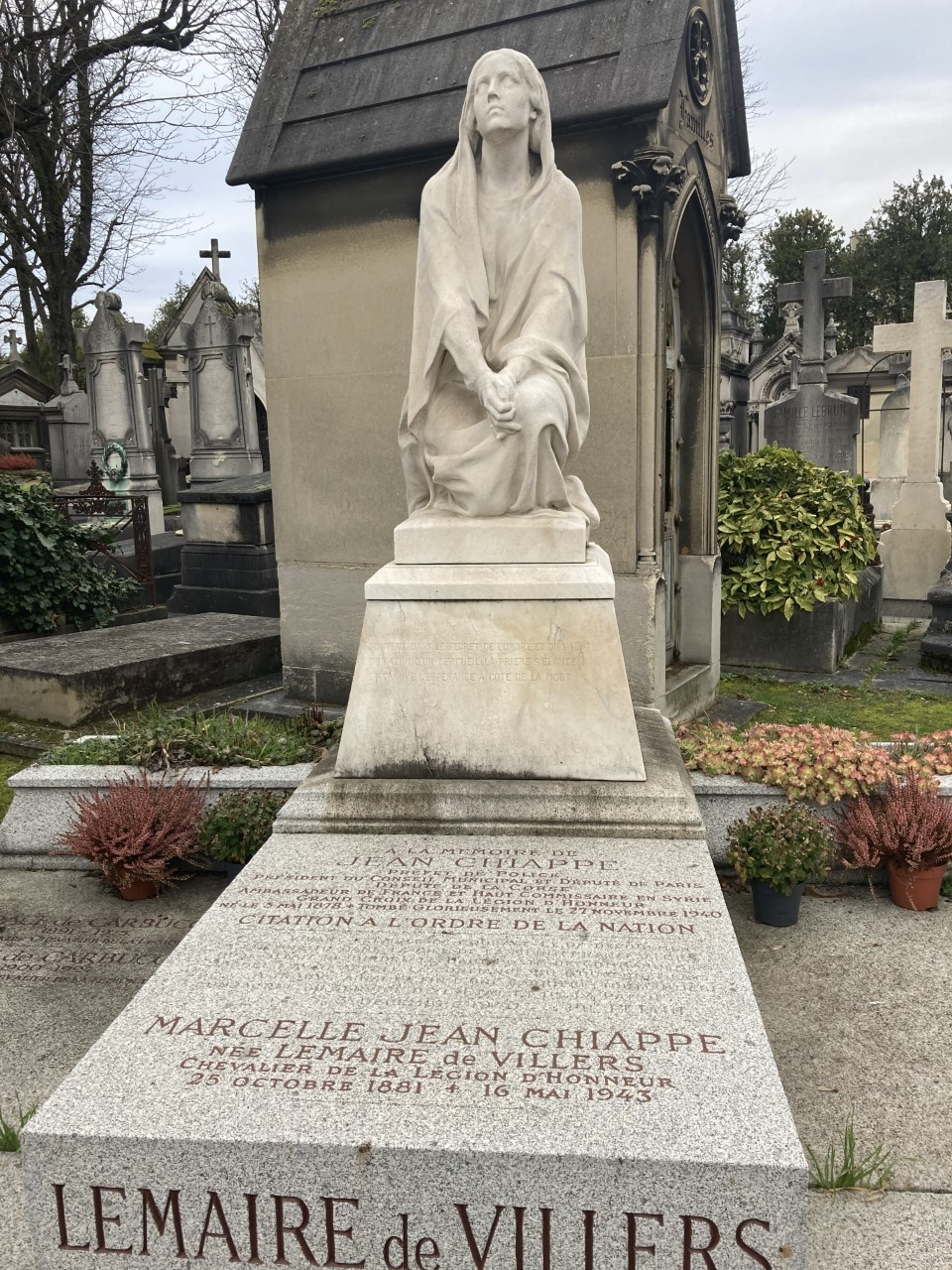
Cénotaphe de Jean Chiappe au cimetière de Passy et sépulture de sa femme, d'Horace et Adry de Carbuccia.

Le 27 novembre 1940 à 9 heures, Jean Chiappe embarque à Marseille-Marignane dans un avion d'Air France, un quadrimoteur Farman, pour prendre ses fonctions au Liban. L'appareil est piloté par Henri Guillaumet, célèbre pionnier de l'Aéropostale, survivant légendaire des Andes, et Marcel Reine. Il est abattu à 12 h 5 au-dessus de la Méditerranée, entre la Sardaigne et l'Afrique du Nord, pris dans une bataille aéronavale entre Italiens et Britanniques. L'itinéraire devait être de suivre la côte occidentale de la Sardaigne jusqu'à l'île de San Pietro pour retrouver la côte tunisienne près du cap Serrat. À 11 heures 55, le F-AROA (indicatif international ) avait contacté Bône et tout allait bien à bord. Mais à 12 h 5, il y eut un : « Sommes mitraillés .Feu. S.O.S S.O.... ». Guillaumet, ainsi que les autres membres de l'équipage et les deux passagers, Jean Chiappe et son directeur de cabinet, sont tués. Le lendemain, le torpilleur Typhon retrouve des débris de l'appareil, dont une ceinture de sauvetage d'air France, à 70 nautiques dans le 313 de Bizerte.
Il semblerait que ce soient les Italiens qui aient tiré, d'après le témoignage d'un opérateur de la station de radiogoniométrie de Tunis, resté à l'écoute au-delà de l'ultime message de l'avion, et ayant parfaitement identifié certaines communications des pilotes italiens rentrant à leur base, l'un d'eux annonçant avoir « abattu un gros appareil inconnu ». Dans l'après-midi, toujours d'après le témoignage de J.Routin, la radio de Rome confirmait l'information (mais ils n'en parlent plus après, ayant su qui était à bord).[réf. nécessaire] Par ailleurs, cette hypothèse d'un tir italien sur l'avion de Chiappe est émise en 1976 par Alain Decaux, à partir des témoignages de Gabriel Puaux, Dunstan Curtis et Jean Dabry.
Laval, vice-président du Conseil, proteste auprès des Britanniques et les accuse, comme certains journaux italiens, d'avoir abattu l'appareil (cette thèse est toujours discutée aujourd'hui, Chiappe ayant pu représenter une menace pour les intérêts anglais au Proche-Orient). Il est alors cité à l'ordre de la Nation par le maréchal Pétain.
À Paris, une partie de l'avenue Henri-Martin dans le 16e arrondissement de Paris prend le nom d'avenue Jean-Chiappe en 1941, avant de devenir l'avenue Georges-Mandel en 1945. La cour d'honneur de la préfecture de police de Paris est baptisée cour Jean-Chiappe avant de prendre le nom de cour du 19-Août à la Libération.

## Distinctions
- Grand officier de la Légion d'honneur. Fait chevalier de la Légion d'honneur en 1913, il est décoré par Guillaume Chastenet, sénateur de la Gironde, promu officier en 1920 et décoré par le conseiller d'État Albert Hendlé, puis commandeur en 1926 et décoré par Gilbert Peyrelon, directeur des Journaux officiels, enfin élevé à la dignité de grand officier en 1932 et décoré le 2 mai par le président de la République, Paul Doumer, cinq jours avant l’assassinat de celui-ci.
- Officier de l'Instruction publique
- Chevalier de l'ordre du Mérite agricole

## Sources
- « Jean Chiappe », dans le Dictionnaire des parlementaires français (1889-1940), sous la direction de Jean Jolly, PUF, 1960 [détail de l’édition]
- Alain Decaux, Guerre dans le désert : Mussolini : la fin d'une aventure, Historia magazine N°161, Paris, 24 décembre 1970